# اچ‌ام‌اس هکاته (ای۱۳۷)
اچ‌ام‌اس هکاته (ای۱۳۷) (به انگلیسی: HMS Hecate (A137)) یک کشتی است که طول آن ۷۹ متر (۲۵۹ فوت ۲ اینچ) می‌باشد.